# Parque nacional de Kytalyk
El parque nacional de Kytalyk (en ruso: Национальный парк «Кыталык») es un área protegida para los criaderos de aves migratorias del Ártico en la ruta migratoria de Asia Oriental-Australasia, que incluye una parte importante de los sitios de nidificación de la grulla siberiana, en peligro crítico de extinción. El nombre «kytalyk» es la palabra en idioma yakuto para la grulla siberiana. El parque se encuentra en la tundra baja del delta del río Indigirka, en el mar de Siberia Oriental, en el norte de Rusia. El parque fue creado oficialmente el 24 de diciembre de 2019 y está ubicado en el distrito administrativo (raión) de Allaikhovsky en la República de Sajá.

## Topografía
El parque se encuentra en la región de tierras bajas de Yana-Indigirka en la costa norte de Yakutia. El suelo, con un promedio de 50 a 80 metros sobre el nivel del mar, está distorsionado por los efectos del agua y el hielo en el suelo: termokarst, pingos, baydzharakhs, depresiones alas, sumideros y turberas. Debido al clima extremadamente frío el agua no se evapora, por lo que el suelo es pantanoso y esta normalmente anegado. El deshielo ocurre desde mediados de junio hasta mediados de septiembre, y la profundidad del deshielo estacional del suelo varía de 0,2 a 1,8 metros.

## Ecorregión y clima
La reserva se encuentra en la ecorregión de la tundra costera del noreste de Siberia. Esta ecorregión cubre la llanura costera de la región centro norte de Siberia. Esta región costera limita con el Mar de Láptev y el Mar de Siberia Oriental, ambos mares marginales del Océano Ártico, desde el delta del río Lena en el oeste hasta el delta del río Kolyma en el este. Hay varios deltas de ríos grandes en el área que sustentan criaderos para 60 a 80 especies de aves migratorias. La región se encuentra en la ecozona paleártica y en el bioma de la tundra. Tiene un área de 846 149 km².
El clima del parque es el clima de tundra (clasificación climática de Köppen (ET)). Este clima se caracteriza por inviernos largos y fríos y veranos cortos y frescos. La temperatura media anual del aire es de menos 14,2 °C, la temperatura media mensual en julio es de más 9,7 °C, en enero de menos 35,5 °C. La radiación solar en las condiciones de la tundra subártica llega de manera desigual, el día polar dura desde finales de mayo hasta principios de septiembre. La precipitación anual no supera los 150-250 mm.

## Flora y fauna

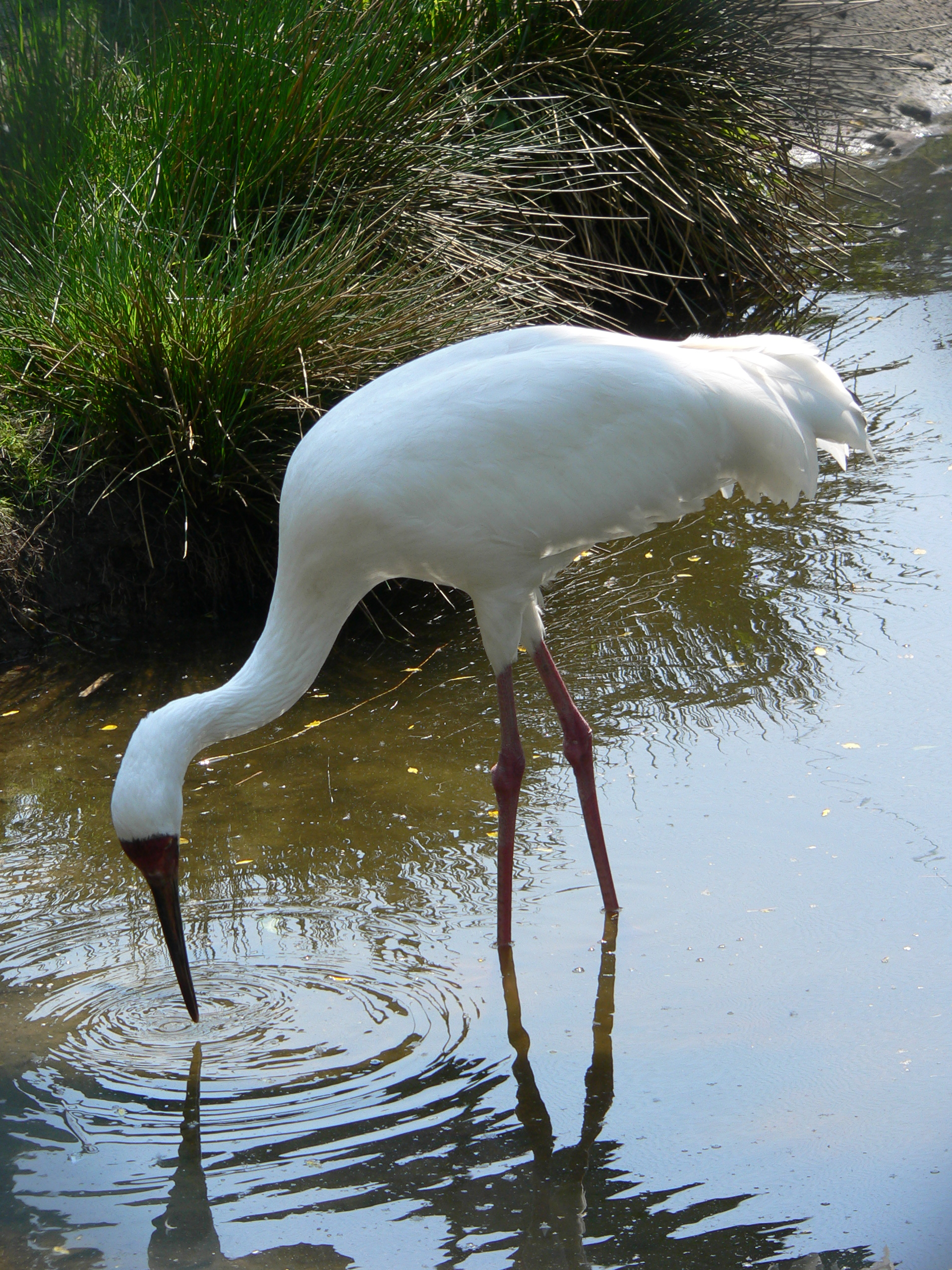
El parque nacional de Kytalyk se creó para proteger los lugares de nidificación de la grulla siberiana

Con suelos de permafrost poco profundos y una temporada de crecimiento de solo 60 a 90 días, la flora se limita a plantas adaptadas a la tundra costera del Ártico. Las especies dominantes de las praderas salinas son Puccinellia phryganodes (una hierba salada), Carex subspathacea (juncia de Hoppner), Cochlearia arctica (una especie ártica de hierba escorbuto) y Stellaria humifusa. Sphagnum (musgos) cubren hasta el 50 % del terreno, representado por más de 100 especies. Hay 70 especies de líquenes presentes, siendo la más común Cetraria cocullata. En el parque se han registrado 221 especies de plantas vasculares, alcanzando la cubierta herbácea solo un promedio de 25 cm de altura.
La fauna está representada por 21 especies de mamíferos (incluidos el lemming siberiano, el lemming del ártico, la rata almizclera y el buey almizclero), 84 de invertebrados terrestres y 28 de peces. De aves se registran 96 especies, de las cuales 63 se reproducen en el parque.
En el extremo sur del parque se encuentra el «cementerio de mamuts de Berelej», donde los científicos han descubierto un lugar de entierro masivo de más de 140 mamuts.

### Grulla siberiana
El parque protege al menos el 70 % de las áreas de reproducción de la grulla siberiana (Leucogeranus leucogeranus), la tercera especie más rara de grulla, incluida en la Lista Roja de la Unión Internacional para la Conservación de la Naturaleza, la Lista Roja de Aves de Asia y los Libros Rojos de la Federación Rusa y sus diversos Sujetos Federales, incluida la República de Sajá (Yakutia). Está clasificada como una especie en peligro crítico de extinción en la Lista Roja Internacional (UICN) (Bird Life International 2000). El número de crías de la población oriental de grullas siberianas en la zona de tundra entre los ríos Yana y Kolyma y la invernada en el sureste de China es de unos 4000 individuos.